# جی‌اس‌پی اوریزنت
جی‌اس‌پی اوریزنت (به انگلیسی: GSP Orizont) یک کشتی است که طول آن ۵۲٫۴ متر (۱۷۲ فوت) و ارتفاع آن ۱۲۰ متر (۳۹۰ فوت) می‌باشد. این کشتی در سال ۱۹۸۲ ساخته شد.